# 理想都市
『理想都市』（りそうとし、原題 仏: Une ville idéale ）は、1875年に刊行されたジュール・ヴェルヌの空想科学小説。

## 概要
1875年12月12日にアミアン市の科学アカデミーにおいて、西暦2000年における都市の未来について講演した内容を編纂したもので、1960年が舞台の『二十世紀のパリ』に描かれた多くの要素が含まれていた。内容は科学技術の発展の負の側面には触れず、全般的に楽観的な内容だった。
元の文章は1999年にジュールヴェルヌ国際センターから刊行された。

## あらすじ
21世紀の到来を間近に控える世紀末の科学技術が発展した都市の様子が描かれる。